# Larve dauer
L'expression larve dauer (ou dauer larvae) désigne pour le biologiste un stade de développement alternatif des vers nématodes, plus résistant aux conditions dégradées de l'environnement. 
Ce stade a été particulièrement étudié chez le ver Caenorhabditis elegans dont la larve en condition de stress peut entrer dans une stase lui permettant de survivre à des conditions difficiles. 
Il peut également être équivalent au stade infectieux de larves de nématodes parasitaires. L'état dauer peut avoir d'autres noms chez différents types de nématodes tels que diapause, hyperbobis, spring rise, mais depuis que le nématode C. elegans est devenu le nématode le plus étudié, l'expression « stade dauer » tend à être universellement reconnue en se référant à cet état chez tous les nématodes. 

## Description
En conditions environnementales favorables à leur reproduction, les larves de nématodes se développent en 4 étapes (ou mues) dites L1, L2, L3 et L4. 
Après le stade L4, les animaux muent à nouveau pour devenir adulte et se reproduire. 
Toutefois, quand l'environnement est défavorable, les larves des stades L1 et L2 peuvent passer à un stade dit “dauer”. 
Les signaux qui déclenchent ce phénomène sont 
- la température (trop froide ou trop chaude),
- le manque d'aliments
- une surpopulation de nématodes, via une hormone (dauer-inducing phéromone) produite quand la densité de population augmente au-delà d'un certain seuil.

Les " larves Dauer" sont donc considérées comme un stade alternatif au stade L3 normal, et cette étape est parfois dénommée L2D. 
Les animaux L2D sont également considérés comme pré-Dauer et sont caractérisées par un retard de développement et un intestin foncé (causé par un stockage de graisses). 

Les " larves Dauer " sont très étudiées par les biologistes en raison de leur capacité à survivre à des environnements difficiles et pendant de longues périodes. 
Chez certains nématodes, une caractéristique du "stade dauer" est la forme prononcée des alae qui pourrait être impliquée dans l'entrée (L1) et la sortie (stade pré-adulte ou avant L4 chez C. elegans) du stade Dauer.

## Physiologie et comportement
Le stade dauer correspond généralement à :
- un épaississement de la cuticule du nématode ;
- une diminution de la taille de la bouche ;
- une réserve de graisse au niveau de l'intestin ;
- une immobilité (sur la gélose d'une boîte de Petri ils restent immobiles, mais peuvent s'animer (réflexe de fuite) si on les touche).

Les nématodes résistent ainsi mieux à la déshydratation.

## Aspect génétique
Le passage au stade Dauer chez C. elegans nécessite un récepteur nucléaire DAF-12 et un facteur de transcription forkhead DAF-16. Dans les environnements favorables, DAF-12 est activé par une hormone stéroïde dite acide dafachronique, produite par le cytochrome p450, DAF-9. Selon Cynthia Kenyon et ses collègues, DAF-9 et DAF-12 sont impliqués comme facteur de la longévité prolongée observée chez des animaux non équipés en cellules germinales.